# Phthiracarus aegypticus
Phthiracarus aegypticus är en kvalsterart som först beskrevs av Al-Assiuty, Bayoumi, Abdel-Hamid och El-Deeb 1984.  Phthiracarus aegypticus ingår i släktet Phthiracarus och familjen Phthiracaridae. Inga underarter finns listade i Catalogue of Life.